# 性の歴史
『性の歴史』（原題：L'Histoire de la sexualité）は、フランスの歴史学者・哲学者ミシェル・フーコーが西洋世界におけるセクシュアリティについて研究した、四巻に及ぶ書物である。フーコーはこの本で、言説的な対象としての、あるいは生活における分断領域としての「セクシュアリティ」の出現を調査し、あらゆる個人がセクシュアリティを有するという考えは、西洋社会において比較的新しい発達であると主張する。第一巻『知への意志』（La volonté de savoir）は1976年に出版され、第二巻『快楽の活用』（L'usage des plaisirs）および第三巻『自己への配慮』（Le souci de soi）は1984年に出版された。第四巻『肉の告白』（Les aveux de la chair）は死後の2018年に出版されている。
第一巻でフーコーは「抑圧的な仮説」—西洋社会は17世紀から20世紀中葉にかけて、資本主義やブルジョワ社会の発達の結果として、セクシュアリティを抑圧してきた—という考えを批判する。フーコーが主張するのは、性にまつわる言説は実際のところ、この期間において増殖していたということである。この期間というのは、専門家たちが科学的手法によってセクシュアリティを調査し、人々に自らの性に関する気持ちや行動を告白するように促し始めていた時期なのである。フーコーによると、18世紀、19世紀の社会では、夫婦の関係には収まらないセクシュアリティに対する興味が増大していた。「倒錯の世界」—子どもにおけるセクシュアリティ、精神疾患、犯罪や同性愛といったもの—が、告白や科学的な聴取を通して次々に暴かれたのである。
第二巻、第三巻になると、フーコーは古代ギリシアやローマにおける性のあり方を論じる。
『性の歴史』にはさまざまな反応があった。一方では賛美され、他方ではフーコーの学問に対する批判が寄せられた。
同性愛を含むセクシュアリティは社会的構築物であるという考えが、他のどんな本でよりも『性の歴史』において密接に結びつけられている。